# Chaetopelma persianum
Chaetopelma persianum — вид павуків-птахоїдів. Описаний у 2023 році.

## Поширення
Ендемік Ірану. Поширений у горах Загрос. Описаний з єдиної самиці, зібраної поблизу міста Мегабад. Самці відомі лише з фотографій та неописані. Фотографія самця павука з околиць міста Сулейманія (Ірак), ймовірно, представляє цей вид, але це потребує додаткового підтвердження. Мешкає у норах, вистелених шовковою павутиною, які риють у камянистому грунті.

## Опис
Станом на серпень 2023 року вимірювання реєструвалися лише для самиць і наразі невідомі для самців. Самиці Chaetopelma persianum мають розмах ніг приблизно 9 сантиметрів, а тіло завдовжки 36,6 мм. Тіло коричневе, панцир і хеліцери золотисті.

## Спосіб життя
Цей тарантул населяє високогірні місця, вибираючи місця з добре розвиненою рослинністю. У горах Загрос зустрічається на висоті 2600 м над рівнем моря. Норки будуються на скелястих схилах, серед розкиданих пучків трави та низької трав'янистої рослинності. Біля входу до норки є дверки, змішаний з грудками землі та рослинними залишками. Період розмноження, ймовірно, припадає на кінець сезону дощів, який триває з жовтня до кінця травня.